# Elysée Bokumuamua Maposo
Elysée Bokumuamua Maposo est un homme politique de république démocratique du Congo et vice-ministre du Budget dans le gouvernement Lukonde I, reconduit à ce poste dans le gouvernement Lukonde II.

## Biographie
Elysée Bokumuamua est depuis le 12 avril 2021 vice-ministre du Budget dans le gouvernement Lukonde I sous la présidence de Félix Tshisekedi.